# ダウト!!
『ダウト!!』（DOUBT!! ）は、和泉かねよしによる日本の漫画。『別冊少女コミック』（小学館）2000年3月号から『Betsucomi』（小学館）2002年7月号に連載された。全28話。単行本はフラワーコミックスから全6巻が発売された。
地味だった中学時代の過去と決別し、いい女として高校生活を送ろうとする女子高校生の恋と学園生活をコミカルに描いた作品。

## あらすじ
中学時代、地味で目立たない「地味S（ジミーズ）」だった藍は、いい女に生まれ変わって高校生活を送ることを決意。入学早々、イケメンの曹と雄一郎に出会い、恋にも積極的な自分をめざすが、クラスメイト・美菜の妬みに遭って、思わず生々しい本音が炸裂。クラスの男女双方から引かれてしまう。結果的に繕うことには成功するが、恋に学園生活に油断できない日々が始まる。

## 主な登場人物
前川 藍（まえかわ あい）
主人公の女子高生。中学時代、ポエムづくりをするなど地味で目立たない「地味S」だった。美しくなる努力を重ねて、高校生活はいい女として送ることをめざす。入学早々、曹に恋心を抱く。
一ノ瀬 曹（いちのせ そう）
藍のクラスメイト。クラスのムードメーカーで、藍と共にクラス委員となる。つき合うならいい女でなければと豪語するイケメン。
加藤 雄一郎（かとう ゆういちろう）
藍のクラスメイト。曹とは小・中・高校が同じ友人。曹に想いを寄せる藍に付き合わないかと提案する。
佐藤 美菜（さとう みな）
藍のクラスメイト。色黒ギャル。雄一郎に思いを寄せ、入学当初は曹と雄一郎に近づく藍を妬む。

## 書誌情報
- 和泉かねよし 『ダウト!!』 小学館 〈別コミフラワーコミックス〉、全6巻 
  1. 2000年9月20日初版第1刷発行 ISBN 4-09-137229-5[2]
  2. 2001年3月20日初版第1刷発行 ISBN 4-09-137230-9[2]
  3. 2001年7月20日初版第1刷発行 ISBN 4-09-137271-6[2]
  4. 2002年3月20日初版第1刷発行 ISBN 4-09-137272-4[2]
  5. 2002年6月20日初版第1刷発行 ISBN 4-09-137273-2[2]
  6. 2002年9月20日初版第1刷発行 ISBN 4-09-137274-0[2]

  - 第1巻に「テストの日」を収録。